# منى العساسي
منى العساسي هي كاتبة، وروائية وقاصة مصرية وُلدت في إحدى قرى محافظة الشرقية، وتخرجت من قسم علم النفس في كلية الآداب بجامعة الزقازيق، ثم تزوجت عقب تخرجها من الجامعة مباشرة، وأنجبت طفلًا يدعى «طاهر»، وسافرت مع زوجها إلى المملكة العربية السعودية حيث عملت كمعلمة للمرحلة الإبتدائية.
كانت أولى تجاربها في الكتابة الأدبية عام 2018 حين كتبت روايتها الأولى بعنوان «نقش على خاصرة الياسمين».

## كتاباتها ومؤلفاتها
ألّفت منى العساسي العديد من المؤلفات التي تنوعت ما بين الرواية الطويلة، والمجموعات القصصية، ومنها:
- نقش على خاصرة الياسمين (رواية): صدرت عام 2019 عن دار ميريت للنشر والتوزيع بالقاهرة.[5][6]
- جبل التيه (رواية): صدرت عام 2020 عن دار ميريت للنشر والتوزيع بالقاهرة.[7]
- ليالي الهدنة (رواية): صدرت عام 2020 عن دار دار ميريت للنشر والتوزيع بالقاهرة، وكتب مقدمتها الروائي فتحي إمبابي.[8][9]

كما أن لها مجموعة قصصية لا تزال تحت الطبع، وقد نشرت منها بعض القصص القصيرة في عدد من الجرائد والمجلات المصرية مثل جريدة الأهرام، وجريدة القاهرة، وهذه عناوين بعض القصص القصيرة المنشورة:
- جوري مانكي
- ساتان أحمر
- مقبرة الأحلام